# Puckelballongspindel
Puckelballongspindel (Oedothorax gibbosus) är en spindelart som först beskrevs av John Blackwall 1841.  Puckelballongspindel ingår i släktet Oedothorax och familjen täckvävarspindlar. Arten är reproducerande i Sverige. Inga underarter finns listade i Catalogue of Life.